# Synasterope quadrisetosa
Synasterope quadrisetosa är en kräftdjursart. Synasterope quadrisetosa ingår i släktet Synasterope och familjen Cylindroleberididae. Inga underarter finns listade i Catalogue of Life.